# Jac Rinkes
Jacobus Gregorius Jozef (Jac) Rinkes, Noordoostpolder, 1959) is een Nederlands hoogleraar privaatrecht (Open Universiteit) en Europees en vergelijkend verzekeringsrecht (Universiteit van Amsterdam).

## Biografie
Rinkes promoveerde (dubbelpromotie) in 1992 op Contractual and non-contractual obligations in English law: systematic analysis of the English law of obligations in the comparative context of the Netherlands Civil Code aan de toenmalige Rijksuniversiteit Limburg (nu Maastricht University). In 2001 werd hij benoemd tot hoogleraar privaatrecht aan de Open Universiteit. In 2002 werd hij benoemd tot bijzonder hoogleraar Europees Consumentenrecht aan de Universiteit Maastricht. Sinds 2013 is hij gewoon hoogleraar Europees en vergelijkend verzekeringsrecht aan de Universiteit van Amsterdam.
Rinkes heeft tientallen publicaties op zijn naam staan op zijn vakgebieden. Daarnaast is hij redactielid van verschillende wetenschappelijke vakbladen, en redigeerde hij mede verschillende juridische handboeken op zijn vakgebieden. Prof. mr. dr. J.G.J. Rinkes is tevens rechter-plaatsvervanger (rechtbank Rotterdam) en raadsheer-plaatsvervanger (gerechtshof Arnhem-Leeuwarden).